# 欠真間
欠真間（かけまま）は、千葉県市川市の地名。現行行政地名は欠真間一丁目および欠真間二丁目。郵便番号272-0142。

## 地理
市川市西南部に位置する。北で江戸川を跨いで江戸川区江戸川、東で香取、南東で福栄、南で南行徳、西で相之川と隣接する。

### 地価
住宅地の地価は、2014年（平成26年）1月1日に公表された公示地価によれば、欠真間1-9-20の地点で23万6000円/m2となっている。

## 歴史
古くは、市川市南部の行徳地域の広範囲、浦安市北部、対岸である江戸川区の一部を指す名称であったが、「昭和の住居表示変更」によって「欠真間」という地名は現在の欠真間1-2丁目のみとなった。現在の福栄に「欠真間三角」（かけままさんかく）の地名の名残が見受けられる。

### 地名の由来
土地の崩壊している状態を表す「ママ」が欠けてできた土地という説、戦国時代に国府台を中心に数度の戦乱により移り住んだ真間周辺の住民が、本村の真間から分かれたという意味で「欠真間」と名付けた説がある。

## 世帯数と人口
2017年（平成29年）9月30日現在の世帯数と人口は以下の通りである。
| 丁目         | 世帯数    | 人口    |
| ------------ | --------- | ------- |
| 欠真間一丁目 | 1,133世帯 | 2,213人 |
| 欠真間二丁目 | 2,923世帯 | 4,770人 |
| 計           | 4,056世帯 | 6,983人 |

## 小・中学校の学区
市立小・中学校に通う場合、学区は以下の通りとなる。
| 丁目         | 番地                 | 小学校               | 中学校             |
| ------------ | -------------------- | -------------------- | ------------------ |
| 欠真間一丁目 | 全域                 | 市川市立南行徳小学校 | 市川市立福栄中学校 |
| 欠真間二丁目 | 1～3番 5番 16～23番  | 市川市立南行徳小学校 | 市川市立福栄中学校 |
| 欠真間二丁目 | 4番 6～15番 24～29番 | 市川市立富美浜小学校 | 市川市立福栄中学校 |

## 交通

### 鉄道
東京メトロ東西線が南端を通るが駅は設置されていない。しかし西に隣接する相之川に南行徳駅が設置されている。

### 道路
- 千葉県道6号市川浦安線

## 施設
- 市川市立南行徳小学校
- 市川市立南行徳幼稚園
- 市川市立欠真間保育園
- 南行徳漁業協同組合
- 欠真間自治会館
- 行徳変電所
- 市川第一警察犬訓練所
- 三峯神社